# Louis Maurice Boutet de Monvel

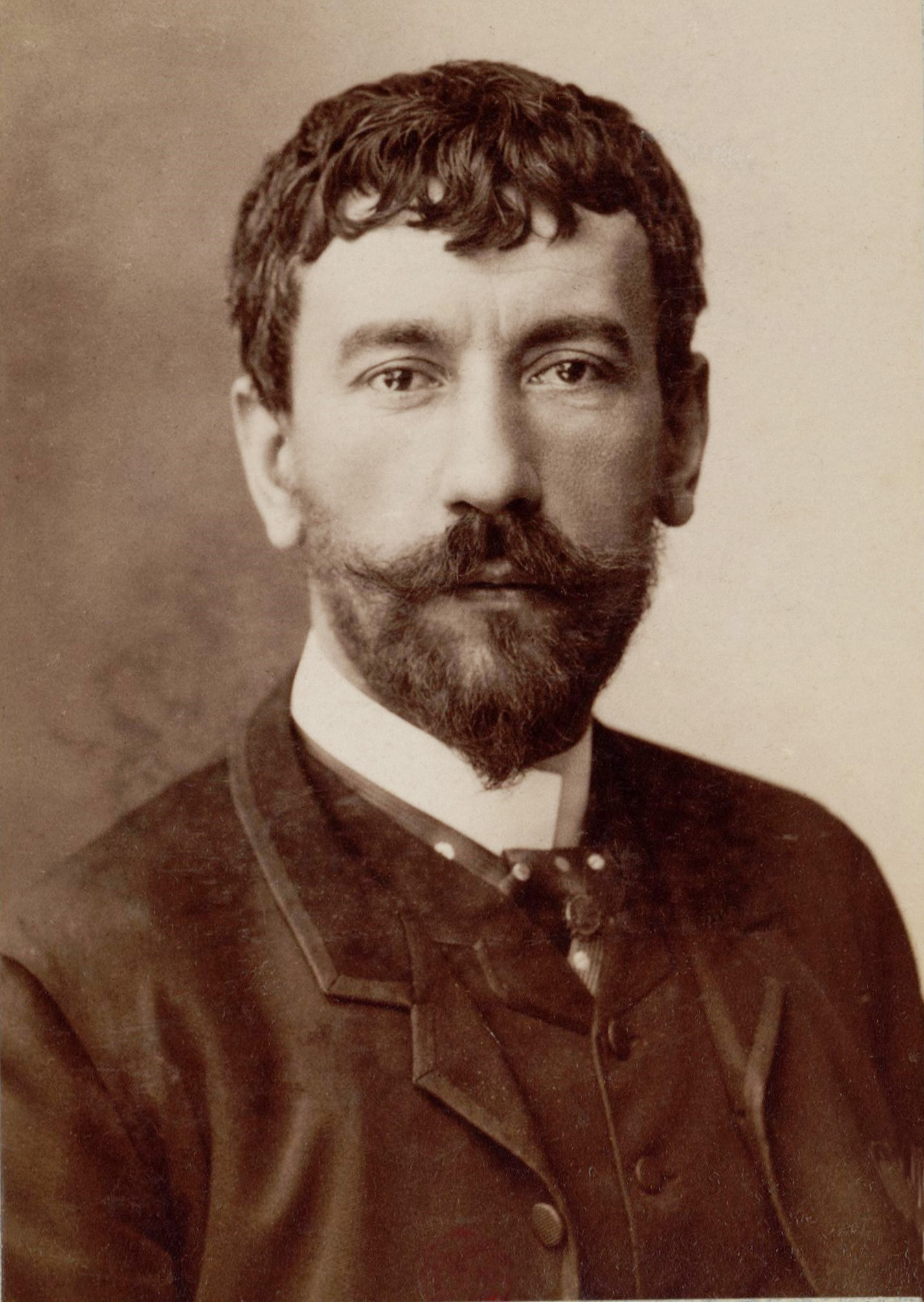
Louis Maurice Boutet de Monvel

Louis Maurice Boutet de Monvel (* 1851 in Orléans, Département Loiret; † 1913 in Nemours, Département Seine-et-Marne) war ein französischer Maler und Illustrator. 

## Leben
Boutet de Monvel stammte aus einer Künstlerfamilie; seinen ersten künstlerischen Unterricht erfuhr er durch seinen Vater. Später kam er nach Paris an die École des Beaux-Arts und wurde dort Schüler unter anderem von Gustave Boulanger, Alexandre Cabanel, Emile Auguste Carolus-Duran und Jules-Joseph Lefebvre. 
Durch seine Lehrer wurde es ihm ermöglicht, ab 1874 regelmäßig an den großen jährlich stattfindenden Ausstellungen des Salon de Paris teilzunehmen. 1900 wurde er eingeladen, an der Weltausstellung in Paris teilzunehmen. 
Um 1910 zog sich Boutet nach Némours zurück. Dort starb er dann 1913 und fand dort auch seine letzte Ruhestätte. 

## Rezeption
Außer von seinen Lehrern wurde Boutet de Monvel auch durch den Japonismus wie auch durch die Präraffaeliten beeinflusst. Mit seinen Buchillustrationen setzte er Maßstäbe, und sein 1896 publiziertes Buch „Jeanne d’Arc“, worin die Geschichte der Jungfrau von Orléans für Kinder erzählt wird, gilt heute noch als wegweisend für die Illustration von Kinderbüchern. Zusammen mit den berühmten englischen Kinderbuch-Illustratoren wie etwa Randolph Caldecott, Walter Crane, Kate Greenaway und anderen gehört Boutet de Monvel zu den herausragenden Illustratoren des Art Nouveau.

## Werke

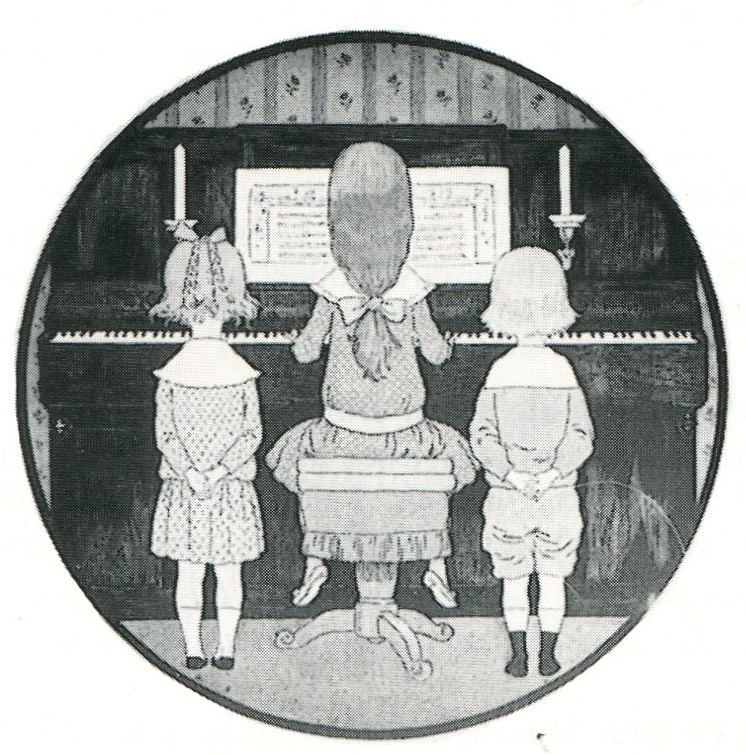
Lithographie für ein Liederbuch für Kinder von L. M. Boutet de Monvel 1884

- Vieilles chansons et rondes pour les petits enfants. 1883.
- Chansons de France pour les petits Français. 1884.